# Lacrosse az 1908. évi nyári olimpiai játékokon
Az 1908. évi nyári olimpiai játékokon a lacrosse-ban két csapat mérkőzött, az egyetlen mérkőzést Kanada 14–11-re nyerte Nagy-Britannia ellen.
A lacrosse 1908 után kikerült a hivatalos programból. 1928-ban, 1932-ben és 1948-ban szerepelt még bemutató sportágként.

## Éremtáblázat
(A rendező ország csapata eltérő háttérszínnel, az egyes számoszlopok legmagasabb értéke, vagy értékei vastagítással kiemelve.)
| Az 1908. évi nyári olimpiai játékok éremtáblázata lacrosse-ban | Az 1908. évi nyári olimpiai játékok éremtáblázata lacrosse-ban | Az 1908. évi nyári olimpiai játékok éremtáblázata lacrosse-ban | Az 1908. évi nyári olimpiai játékok éremtáblázata lacrosse-ban | Az 1908. évi nyári olimpiai játékok éremtáblázata lacrosse-ban | Olimpia  |
| -------------------------------------------------------------- | -------------------------------------------------------------- | -------------------------------------------------------------- | -------------------------------------------------------------- | -------------------------------------------------------------- | -------- |
|                                                                | Ország                                                         | Arany                                                          | Ezüst                                                          | Bronz                                                          | Összesen |
| 1.                                                             | Kanada (CAN)                                                   | 1                                                              | 0                                                              | 0                                                              | 1        |
| 2.                                                             | Nagy-Britannia (GBR)                                           | 0                                                              | 1                                                              | 0                                                              | 1        |
|                                                                |                                                                |                                                                |                                                                |                                                                |          |
| Összesen                                                       | Összesen                                                       | 1                                                              | 1                                                              | 0                                                              | 2        |

## Érmesek
| Az 1908. évi nyári olimpiai játékok érmesei lacrosse-ban | Az 1908. évi nyári olimpiai játékok érmesei lacrosse-ban | Az 1908. évi nyári olimpiai játékok érmesei lacrosse-ban | Az 1908. évi nyári olimpiai játékok érmesei lacrosse-ban |
| --- | --- | -------------------------------------------------------- | -------------------------------------------------------- |
| Arany | Ezüst | Bronz                                                    |                                                          |
| Kanada (CAN) | Nagy-Britannia (GBR) | Nem adták ki                                             |                                                          |
| Patrick Brennan John Broderick George Campbell Angus Dillon Frank Dixon Richard Louis Duckett J. Fyon Tommy Gorman Ernest Hamilton Henry Hoobin Albert Hara Clarence McKerrow David McLeod George Rennie Alexander Turnbull | Gustav Alexander J. Alexander L. Blockey George Buckland E. O Dutton V. G. Gilbey S. N. Hayes F. S. Johnson Wilfrid Johnson Edward Jones Reginald Martin G. Mason G. J. Mason J. Parker-Smith H. W. Ramsay Charles Scott H. Shorrocks Norman Whitley |                                                          |                                                          |

## Eredmény
| 1908. október 24. |  | Kanada (CAN) | 14 – 11 | Nagy-Britannia |  |  |
| 1908. október 24. |  |              |         |                |  |  |